# Shelley Thompson
Shelley Ann Thompson (* 8. Februar 1984 in Langenfeld) ist eine ehemalige deutsche Fußballspielerin.

## Werdegang
Thompson wuchs in Monheim am Rhein auf. Ihr Vater kommt aus Simbabwe, ihre Mutter ist Südafrikanerin. In ihrem Elternhaus wurde Englisch gesprochen, sodass Thompson, ebenso wie ihr Bruder, erst im Kindergarten Deutsch lernte.
1989 begannen sie und ihr älterer Bruder Marc beim 1. FC Monheim mit dem Fußballspielen. Nach fünf Jahren wechselte sie zu Fortuna Düsseldorf und spielte zwei Jahre in der D-Jugend. Nachdem sie nicht mehr mit Jungen in einer Mannschaft spielen durfte, wechselte sie zum Garather SV. Über die SVG Neuss-Weißenberg kam sie 1999 zur SG Essen-Schönebeck. In ihrem letzten Jugendjahr wurde sie Niederrheinmeisterin und schaffte auf Anhieb den Sprung in die erste Mannschaft. Nach elf Toren in der ersten Saisonhälfte wechselte sie zum 1. Januar 2001 zum FCR Duisburg, für den sie in jeder Saison mindestens zehn Tore erzielte.
Am 6. August 2003 spielte sie erstmals in der deutschen A-Nationalmannschaft. Gegner in Trier war die Auswahl Nigerias. Zwischen September 2003 und April 2004 studierte sie an der Regis University in Denver. In der Bundesliga-Saison 2004/05 wurde Thompson mit 30 Toren Torschützenkönigin. Im Sommer 2006 wechselte sie zum Hamburger SV. Nach nur einer Saison verließ sie den Verein wieder und wechselte zum VfL Wolfsburg.
Während ihrer Zeit dort arbeitet sie bei Volkswagen im Sport-Marketing. Am 15. Oktober 2009 wurde Thompson aufgrund von „unüberbrückbaren Differenzen“ vom VfL mit sofortiger Wirkung vom Trainings- und Spielbetrieb freigestellt. Anschließend arbeitete sie jedoch weiterhin für die Marketingabteilung des Vereins, bis zu ihrem Wechsel in die US-Profiliga WPS am 19. Februar 2010, wo sie bei Neuling Atlanta Beat einen Vertrag unterschrieb.
Zur Saison 2010/11 wechselte sie zu Bayer 04 Leverkusen, wo sie zwei Jahre aktiv war. Bei der Fußball-Weltmeisterschaft der Frauen 2011 arbeitete sie als Venue Media Officer am WM-Standort Leverkusen. Am 30. Juni 2012 gab Shelley Thompson über Twitter ihren Wechsel zum SC 07 Bad Neuenahr bekannt. Dort kam sie verletzungsbedingt allerdings lediglich zu einem Kurzeinsatz in Bad Neuenahrs zweiter Mannschaft in der 2. Bundesliga Süd. Am 28. Oktober 2013 beendete sie schließlich aufgrund einer langwierigen Knieverletzung ihre Karriere.

## Erfolge
- Torschützenkönigin der Frauen-Bundesliga 2005
- Torschützenkönigin der U-19-Europameisterschaft 2003
- Siegerin des Nordic Cup (U-21) 2006

## Privat
Shelley Thompson studierte Medien- und Kulturwissenschaften an der Heinrich-Heine-Universität in Düsseldorf. Ihr Großvater war früher Profi beim FC Liverpool. Sie ist mit dem Fußballfunktionär Frank Aehlig verheiratet.